# 아시안 하이웨이 140호선
아시안 하이웨이 140호선(AH140, )은 말레이시아 피낭주 버터워스에서 출발, 클란탄주 파시르푸테 군까지 이어주는 총 연장 330km의 거리를 가진 아시안 하이웨이 노선망이자 국제 간선 도로망이다. 그러나 이 도로는 전선 말레이시아를 통과하고 있는 특이한 도로망이기도 하다. 그러나 이 도로는 아시안 하이웨이 노선망 중에서 3자릿수 번호를 가진 노선이기도 하는 특이사항을 둔다. 다른 노선은 AH141, AH142, AH143호선 등이 있고 AH150호선은 팬보르네오 간선도로의 한 부류로 지정되어 있다.